# Lương duyên tiền định
Lương duyên tiền định (tiếng Anh: Lady Fan) là một bộ phim truyền hình Hồng Kông do TVB phát hành ngày 09/02/2004. Phim dài 20 tập với sự tham gia của Tuyên Huyên, Mã Đức Chung.

## Diễn viên
- Tuyên Huyên vai Phàn Lê Hoa
- Law Lok Lam vai Phàn Hồng
- Edward Mok vai Phàn Uy
- Wai Ka Hung vai Phàn Vũ
- Mã Đức Chung vai Tiết Đinh San
- Thạch Tu vai Tiết Nhân Quý
- Cherie Kong vai Trần Kim Định
- Trần Quốc Bang vai Tiết Ứng Long
- Âu Thiến Di vai Tiết Kim Liên
- La Mẫn Trang vai Đậu Tiên Đồng
- Chun Wong vai Trình Giảo Kim
- Ching Hor Wai vai Liễu Kim Hoa
- Dickson Lee vai Đậu Nhất Hổ
- Tuyết Ni vai Lê San Thánh
- Lưu Giang vai Trần Phụ
- Kong Hon vai Lý Tông
- Liêu Khải Trí vai Lý Thế Dân
- Deno Cheung vai Sơ Lặc Phiên Chủ
- Yvonne Ho vai Đại Đỗ Bà
- Hoffman Cheng vai lính gác
- Tăng Vĩ Quyền vai Dương Phan

## Giải thưởng
Phim được đề cử giải "Phim hay nhất" tại Giải thưởng thường niên TVB 2004.